# Darja Alexandrow
Karin Darja Alexandrow, född 30 juni 1917 i Engelbrekts församling, Stockholm, död 14 augusti 2010, var en svensk skådespelare och dansare.

## Filmografi
- 1939 – Skanör-Falsterbo
- 1943 – Örlogsmän
- 1949 – Gatan

## Teater

### Roller
| År   | Roll             | Produktion                                 | Regi             | Teater                   |
| ---- | ---------------- | ------------------------------------------ | ---------------- | ------------------------ |
| 1939 | Lottie Grady     | I nöd och lust J.B. Priestley              | Rudolf Wendbladh | Helsingborgs stadsteater |
| 1939 | Nisa             | Kärleken gör under Lope de Vega            | Rudolf Wendbladh | Helsingborgs stadsteater |
| 1939 | Minnie Tinwell   | Doktorns dilemma George Bernard Shaw       | Rudolf Wendbladh | Helsingborgs stadsteater |
| 1939 | Essie Carmichael | Koppla av! Moss Hart och George S. Kaufman | Rudolf Wendbladh | Helsingborgs stadsteater |
| 1940 | June Hanvey      | Min hustru — Dr. Carson St. John Ervine    | Rudolf Wendbladh | Helsingborgs stadsteater |
| 1940 | Curlys hustru    | Möss och människor John Steinbeck          | Rudolf Wendbladh | Helsingborgs stadsteater |
| 1940 | Sally Jarrow     | Ja och Nej Kenneth Horne                   | Rudolf Wendbladh | Helsingborgs stadsteater |
| 1940 | En assistent     | 30 sekunder kärlek Aldo De Benedetti       | Albert Nycop     | Helsingborgs stadsteater |
| 1940 | Gärda            | De knutna händerna Vilhelm Moberg          | Rudolf Wendbladh | Helsingborgs stadsteater |
| 1941 | Lorna Moon       | Lyckans gullgosse Clifford Odets           | Rudolf Wendbladh | Helsingborgs stadsteater |
| 1941 | Margot Butler    | En riktig karl Noël Coward                 | Rudolf Wendbladh | Helsingborgs stadsteater |

### Fotnoter
1. ↑  ”Darja Alexandrow”. Svensk Filmdatabas. https://www.svenskfilmdatabas.se/sv/Item/?type=person&itemid=61396. Läst 19 september 2012.